# Naturschutzgebiet Berger Bachtal
Das Naturschutzgebiet Berger Bachtal mit einer Größe von 15,96 ha liegt östlich von Berge im Stadtgebiet von Medebach. Es wurde 2003 mit dem Landschaftsplan Medebach durch den Hochsauerlandkreis als Naturschutzgebiet (NSG) ausgewiesen. Das NSG ist Teil des Europäischen Vogelschutzgebiets Medebacher Bucht.

## Gebietsbeschreibung
Im NSG handelt es sich um ein Bachtal mit Grünland. Beim Grünland handelt es sich teils um Magerweiden mit Gebüschen.

## Tier- und Pflanzenarten im NSG
Im NSG brüten Heckenbrüter wie Neuntöter. Im NSG wurden vom Landesamt für Natur, Umwelt und Verbraucherschutz Nordrhein-Westfalen weiteren Tierarten dokumentiert wie Bluthänfling, Buchfink, Dorngrasmücke, Feldsperling, Gartengrasmücke, Goldammer, Grünfink, Heckenbraunelle, Rebhuhn, Rotkehlchen, Singdrossel, Turteltaube, Wacholderdrossel, Zaunkönig und Zilpzalp.
Im NSG kommen gefährdete Pflanzenarten vor. Auswahl vom Landesamt dokumentierter Pflanzenarten im Schutzgebiet wie Acker-Witwenblume, Besenginster, Echter Wurmfarn, Echtes Johanniskraut, Echtes Mädesüß, Gemeiner Hohlzahn, Gewöhnliches Ferkelkraut, Harzer Labkraut, Kleine Bibernelle, Kleines Habichtskraut, Kohldistel, Kriechender Hahnenfuß, Pfennigkraut, Raukenblättriges Greiskraut, Roter Fingerhut, Rundblättrige Glockenblume, Salbei-Gamander, Sand-Birke, Scharfer Hahnenfuß, Schlangen-Knöterich, Schmalblättriges Weidenröschen, Spitzlappiger Frauenmantel, Sumpf-Labkraut, Sumpf-Vergissmeinnicht, Wald-Engelwurz, Wasserpfeffer und Wiesen-Flockenblume.

## Schutzzweck
Das NSG soll das Bachtal mit seinem Arteninventar schützen. Wie bei allen Naturschutzgebieten in Deutschland wurde in der Schutzausweisung darauf hingewiesen, dass das Gebiet „wegen der Seltenheit, besonderen Eigenart und Schönheit des Gebietes“ zum Naturschutzgebiet erklärt wurde.